# マリカルジュン・カルゲ
マパンナ・マリカルジュン・カルゲ（カンナダ語: [malːikaːrd͡ʒun kʰɐrɡe]、1942年7月21日 - ）は、インドの弁護士および政治家。2022年からインド国民会議の議長を務め、2021年からはラージヤ・サバーの野党指導者である。

## 略歴
カルゲは1942年7月21日にカルナータカ州ビダール地区で生まれた。
カルゲは1948年に火災で母親と妹を失っている。
グルバルガの政府大学で文学士の学位を取得し、グルバルガのセス・シャンカール・ラホティ法科大学で法学位を取得した。

## 政治家として
カルゲは2009年のインド総選挙で国会議員に初当選した。
2021年にはラージヤ・サバーの野党指導者に任命されている。